# Między Skałki
Między Skałki – polana w Pieninach Czorsztyńskich, administracyjnie w granicach wsi Tylka w województwie małopolskim, w powiecie nowotarskim, w gminie Krościenko nad Dunajcem. Znajduje się na północno-zachodnim stoku Średniego Gronia w bocznym grzbiecie Pienin, na obszarze Pienińskiego Parku Narodowego.
Polana jest własnością prywatną. Obecnie ma status łąki, dawniej jednak były na niej również pola orne; świadczą o tym zachowane miedze. Na środku polany jest kępa drzew i przez polanę biegnie gruntowa droga z Tylki na główny grzbiet Pienin. Przy drodze tej za pasem lasu i powyżej polany Między Skałki są jeszcze dwie inne polany Polanki i Stodolisko
Pienińskie łąki są cenne przyrodniczo; są siedliskiem wielu gatunków roślin, grzybów i zwierząt, w tym wielu rzadkich i ginących. Dyrekcja parku stara się wykupywać te tereny.

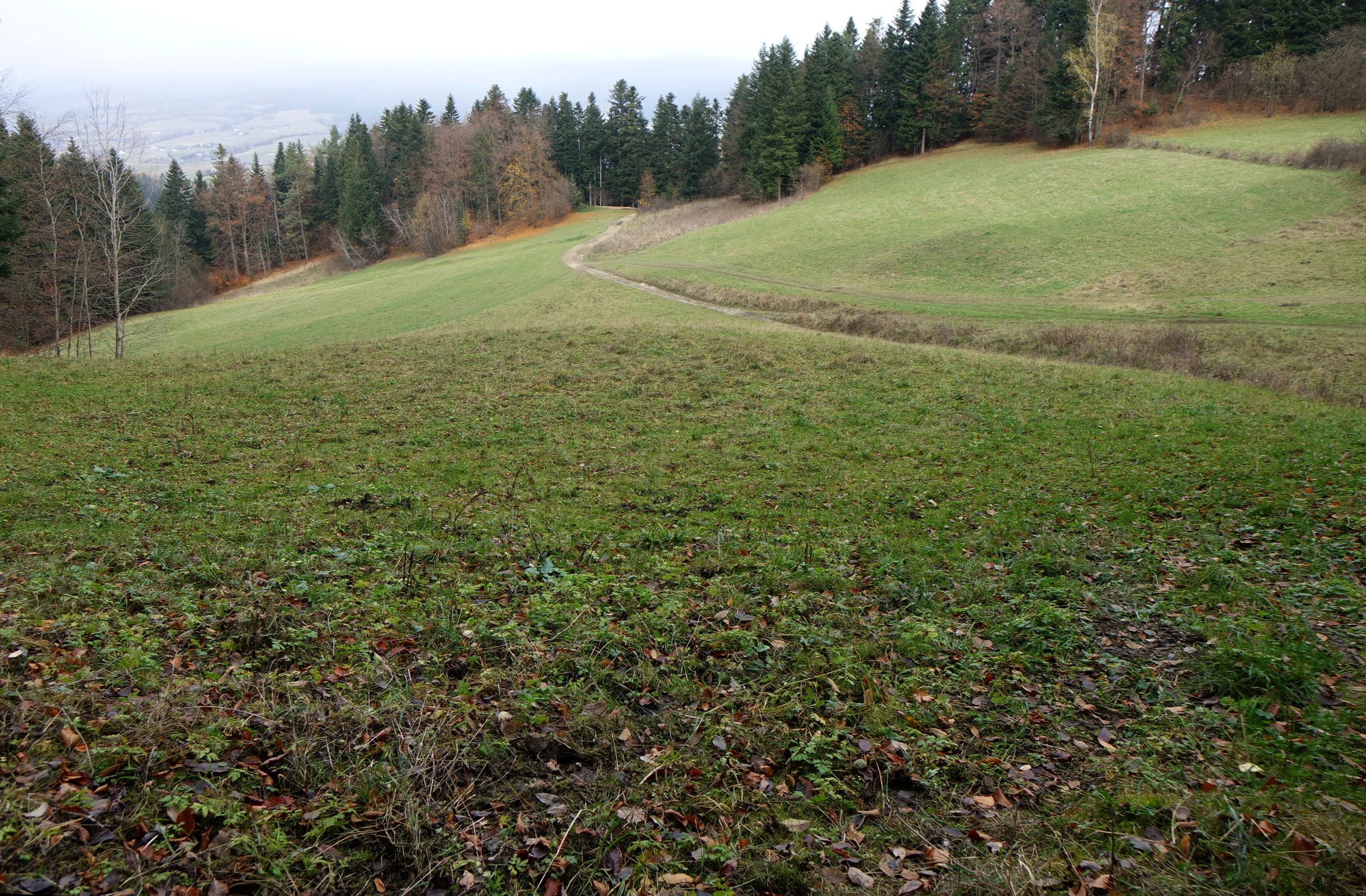
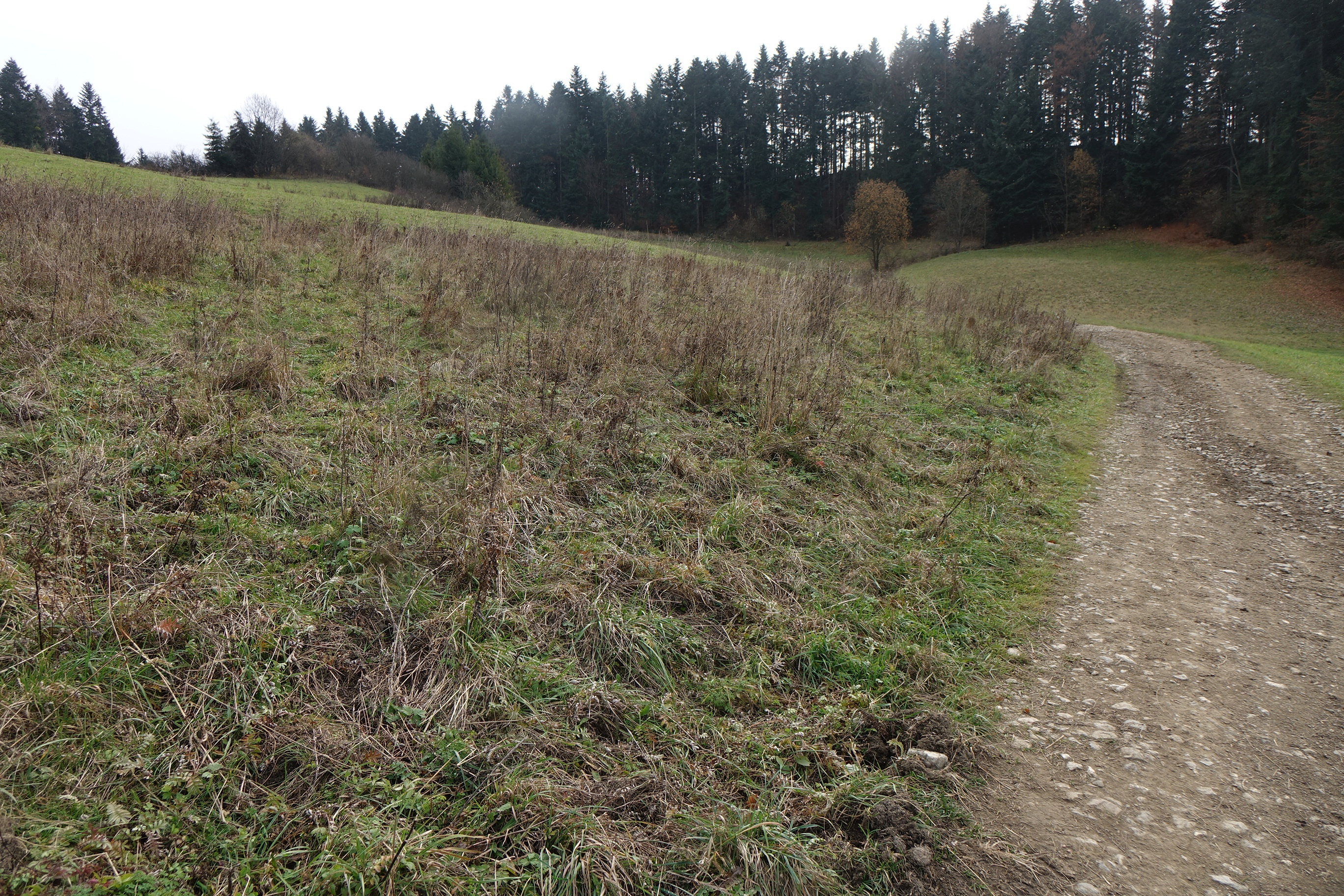
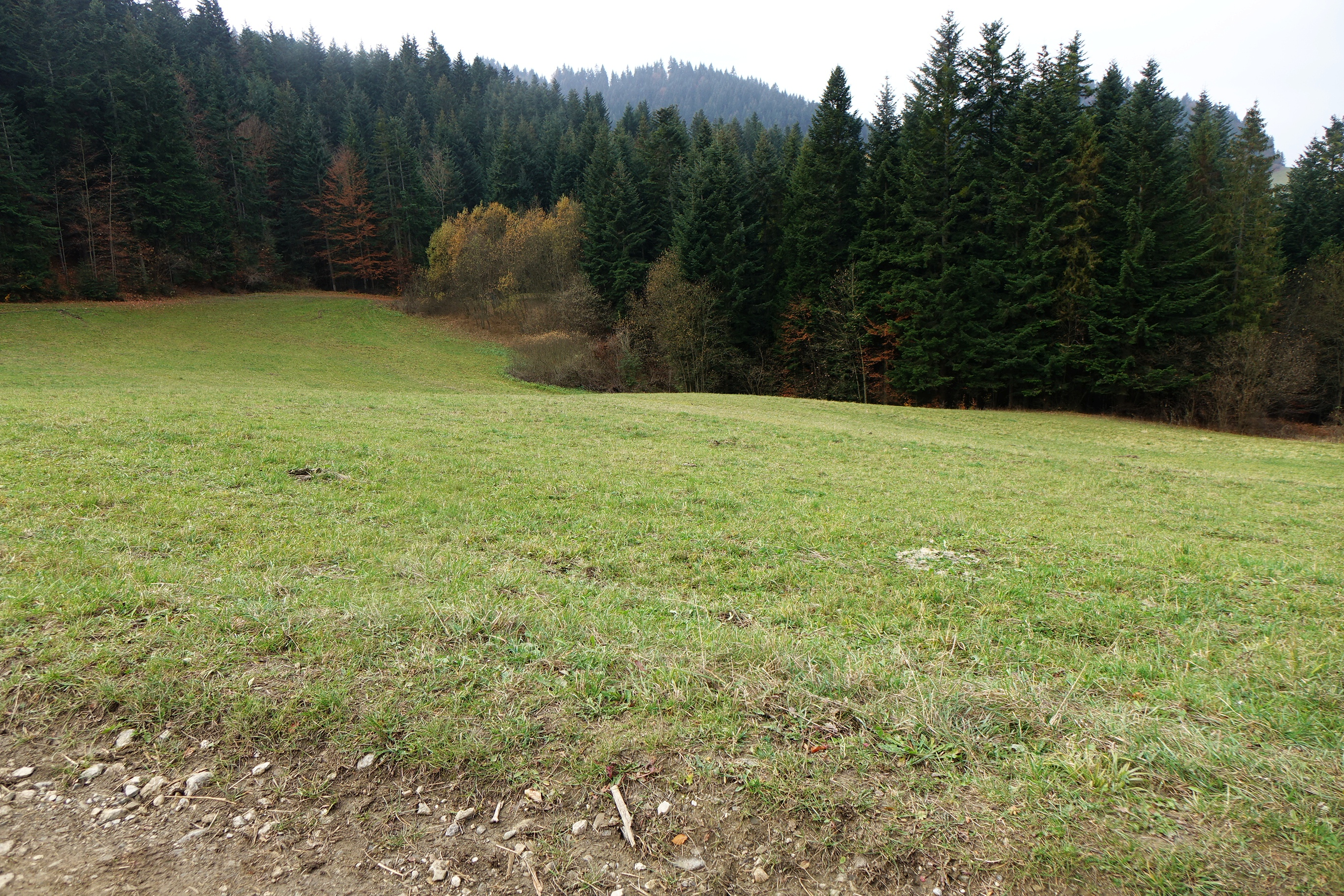
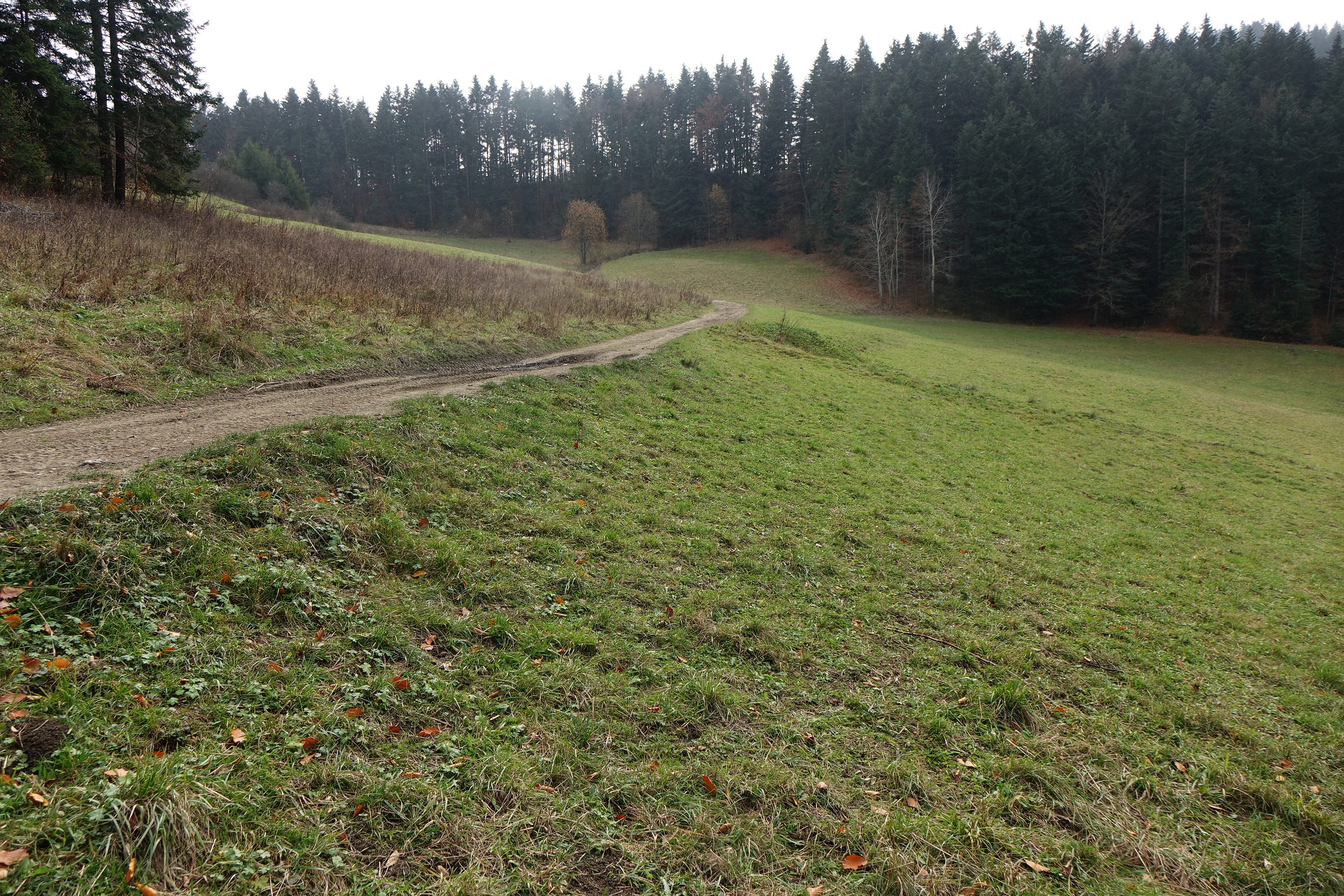